# Il ciclone dei Caraibi
Il ciclone dei Caraibi (Long John Silver) è un film del 1954 diretto da Byron Haskin con Robert Newton che riprende il suo ruolo dal film Disney del 1950.